# Molí de vapor de la Cadena
Molí de vapor de la Cadena és una obra de Vallfogona de Riucorb (Conca de Barberà) inclosa a l'Inventari del Patrimoni Arquitectònic de Catalunya. Forma part del conjunt arquitectònic del Molí de la Cadena.

## Descripció
És al mateix lloc que el de la Cadena de Baix i conserva les moles, que a principis de segle XX funcionaven amb vapor. La xemeneia, ben conservada, està situada a uns 25 m del molí, que sembla que encara pot funcionar.

## Història
Construït a mitjans del segle xix per Josep Salvador. D'ell passà a Carmen Morros i finalment a Isidre Roselló Vives.